# Phaeoblemma albipuncta
Phaeoblemma albipuncta là một loài bướm đêm trong họ Noctuidae.